# 有田市立初島中学校
有田市立初島中学校（ありだしりつ はつしまちゅうがっこう）は、有田市にあった市立中学校。

## 沿革
- 1946年、有田最古の中学校として開校
- 地震によるひび割れ、耐震強度の問題が発生、2004年に新校舎が建てられた。費用は30億円。
- 2022年3月、閉校。

## 備考
- 生徒数 1学年1クラス 約7人（2012年4月現在）

## 主な卒業生
- 中西俊二 - 元競泳選手。1980年モスクワオリンピック日本代表。